# Gansu
Gansu  (chin. 甘肃/甘肅) este o provincie din nord-vestul Chinei. Capitala și cel mai mare oraș al său este Lanzhou, în partea de sud-est a provinciei.
A șaptea diviziune administrativă ca suprafață, cu 453.700 km2, Gansu se află între platourile Tibetan și Loess și se învecinează cu Mongolia (Provincia Govi-Altai), regiunile autonome Mongolia Interioară și Ningxia la nord, provinciile Xinjiang și Qinghai la vest, Sichuan la sud și Shaanxi la est. Fluviul Galben curge prin partea de sud a provinciei. O parte din teritoriul Gansu este situată în deșertul Gobi. Munții Qilian sunt situati în sudul provinciei.
Gansu are o populație de 26 milioane de locuitori, fiind pe locul 22 în China. Populația este formată mai ales din chinezi Han, dar și din chinezi Hui, tibetani și Dongxiang. Limba cea mai folosită este mandarina. Gansu este printre cele mai sărace diviziuni administrative din China, ocupând în 2019 ultimul loc după PIB pe cap de locuitor.
Statul Qin a luat ființă în sud-estul Gansu de astăzi și a format primul imperiu cunoscut pe teritoriul Chinei. Drumul Nordic al Mătăsii trecea prin Coridorul Hexi din Gansu, făcând provincia un avanpost strategic important pentru imperiul chinez.
Orașul Jiayuguan, al doilea oraș ca populație din Gansu, este cunoscut pentru secțiunea sa din Marele Zid și complexul de fortărețe din trecătoarea Jiayuguan.

## Orașe
- Lanzhou (兰州市);
- Jinchang (金昌市);
- Baiyin (白银市);
- Tianshui (天水市);
- Jiayuguan (嘉峪关市);
- Wuwei (武威市);
- Zhangye (张掖市);
- Pingliang (平凉市);
- Jiuquan (酒泉市);
- Qingyang (庆阳市);
- Dingxi (定西市);
- Longnan (陇南市);
- District autonom Linxia  Hui (临夏回族自治州);
- District autonom Gannan Tibet (甘南藏族自治州).